# Hans Nerth
Hans Nerth (* 18. Februar 1931 in Lübben (Spreewald); † 16. Dezember 2020 in Berlin) war ein deutscher Schriftsteller, Regisseur und Journalist.

## Leben und Wirken
Hans Nerth wurde unter dem Namen Ottokar Fritze als Sohn des Justizinspektors Otto Fritze und dessen Frau Gertrud Fritze geb. Fröhlich geboren. Nach dem Besuch der Paul-Gerhardt-Schule Lübben studierte er an der Technischen Universität Berlin Architektur und schloss als Diplomingenieur ab.
Bereits während des Studiums veröffentlichte er Erzählungen in überregionalen Zeitschriften und Anthologien. Unter anderem erschien in der Deutschen Rundschau die Erzählung Die Beichte. Als freier Autor und Hörfunkregisseur, Kulturkorrespondent und Reiseberichterstatter verfasste er eine große Anzahl von Hörspielen, Features und Erfahrungsberichte aus den Krisengebieten Mittel- und Südamerikas, Südostasiens und Afrikas für die Sender der ARD und für ausländische Stationen.

## Auszeichnungen
- 1962: Feature-Preis Radio Bremen
- 1978: Ernst-Schneider-Preis für die Reportage Zeitarbeit – Der Job auf Abruf[2]

## Veröffentlichungen

### Bücher
- Hurra General. Roman, Claassen, Hamburg 1963
- Polfahrt. Roman, Claassen, Hamburg 1965
- Himmelbett und Hängematte. Reisespitzen aus fünf Kontinenten. Ed. q, Berlin 1993, ISBN 3-86124-232-X
- Im Menschenlabor. Eine andere Liebesgeschichte. Frieling, Berlin 2001, ISBN 3-8280-1563-8
- Als am Bettelgraben die Elster schrie. Spreewaldgeschichten. Igel-Verlag Literatur, Oldenburg 2002, ISBN 3-89621-154-4
- Die Absage. Roman, Weimarer Schiller-Presse, Frankfurt am Main, München, London, New York 2006, ISBN 978-3-86548-305-8
- Zwischen den Zeiten. Von Tenter und anderen. Roman, Verlag Neue Literatur, Jena, Plauen, Quedlinburg 2009, ISBN 978-3-938157-90-9
- Wetterleuchten. Unterwegsgeschichten. VNL, Verlag Neue Literatur, [Jena] 2014, ISBN 978-3-940085-88-7

### Features
Von 1957 bis 1960 schrieb er unter dem Pseudonym Manfred Konrad 21 Manuskripte für den RIAS-Schulfunk. Seit 1960 über 100 Features/Hörstücke, darunter:
- 1967: Nachtschicht.
- 1968: Hunger – ein Indienreport.
- 1969: Guevara ist tot.
- 1975: Kann man hier leben?
- 1976: Ich suche Amerika.
- 1981: Planet der begrenzten Hoffnung.
- 1984: Gerechtes Entgelt für gute Arbeit?
- 1988: Die Latinos kommen.
- 1989: Ohne Netz – Risikoberuf Jungunternehmer.
- 1990: Unser gutes Geld.
- 1991: Sprechen Sie Manx?
- 1993: Das andere Leben – zwei Frauen in Deutschland.
- 2005: Versöhnung am Kap?
- 2007: Ratlos in Guangdong.

### Hörspiele
Quelle: ARD-Hörspieldatenbank
- 1966: Flamenco – Regie: Rolf von Goth (Original-Hörspiel, Kurzhörspiel – SFB)
- 1967: Jo und Joe – Regie: Wolfgang Schenck (Hörspiel – SR)
- 1970: Das Kind – Regie: Siegfried Niemann (Kurzhörspiel, Kriminalhörspiel – SFB)
- 1970: Fremdes Land – Regie: Siegfried Niemann (Hörspiel – SFB)
- 1972: Flug nach Barisal – Regie: Rolf von Goth (Hörspiel – SFB)
- 1972: Auf kleiner Flamme – Regie: Hans Nerth (Kriminalhörspiel – SFB)
- 1974: Auch für Esoteriker – Gibt es einen neuen Realismus?, – Regie: Manfred Brückner (Feature – DLF)
- 1974: Europa-Trip – Regie: Hans Bernd Müller (Hörspiel – SFB)
- 1975: Mordgespinst – Regie: Hans Nerth (Originalhörspiel, Kriminalhörspiel – SFB)
- 1977: Hölle für drei – Regie: Heinz Dieter Köhler (Kriminalhörspiel – WDR)
- 1978: Wunschfigur – Regie: Fritz Schröder-Jahn (Originalhörspiel, Kriminalhörspiel – BR)
- 1979: Plädoyer für Martina – Regie: Hein Bruehl (Originalhörspiel, Kriminalhörspiel – WDR)
- 1981: Streichtrio in M. – Regie: Heinz Dieter Köhler (Kriminalhörspiel – WDR)
- 1982: Krimi am Donnerstag: Schlussprotokoll – Regie: Hans Jürgen Ott (Originalhörspiel, Kriminalhörspiel – RB)
- 1983: Springspiel – Regie: Joachim Sonderhoff (Originalhörspiel, Kriminalhörspiel – WDR)
- 1984: Puppentausch – Regie: Till Bergen (Originalhörspiel – RB)
- 1984: Ticket nach Rio – Regie: Heinz Wilhelm Schwarz (Originalhörspiel, Kriminalhörspiel – WDR)
- 1986: Rotkäppchens Liebe – Regie: Heinz Wilhelm Schwarz (Originalhörspiel, Kriminalhörspiel – WDR)
- 1986: Capos Ehre – Regie: Ulf Becker (Originalhörspiel, Kriminalhörspiel – WDR)
- 1987: Unter Bankern – Regie: Ulf Becker (Originalhörspiel, Kriminalhörspiel – WDR)
- 1988: Krokodile füttern – Regie: Ulf Becker (Kriminalhörspiel – WDR)
- 1992: Nie mehr Vivaldi – Regie: Joachim Sonderhoff (Originalhörspiel, Kriminalhörspiel – WDR/ORF)
- 1994: Katzenkrieg – Regie: Hans Nerth (Originalhörspiel – MDR)